# 李柏康
李柏康，BBS（1958年8月28日—），香港前公務員，曾擔任選舉事務處總選舉事務主任及公務員事務局一般職系處長，官至首長級薪級第三點官員。
李柏康在1981年加入港英政府行政主任職系，曾在市政事務署、政務總署及行政立法兩局議員辦事處等部門任職，亦曾借調至香港立法局秘書處任職和出任新機場調查委員會的總行政主任。他在總選舉事務主任任內曾處理2011年香港區議會選舉種票風波及2016年香港立法會參選確認書風波，惟在出任公務員事務局一般職系處長時被質疑安排員工晉升時違反考量準則。

## 早年生活
李柏康在1958年8月28日出生，並持有工商管理學學士學位。

## 公務員生涯

### 殖民地時代
李柏康在1981年5月加入港英政府擔任二級行政主任，在同年6月獲市政事務署派至香港博物美術館，負責有關歷史的館務行政工作。他在1984年2月被調職至政務總署，並在同年3月被派往旺角政務處出任負責聯絡工作的行政主任崗位。他在內多次兼任聯絡主任職務，並在1988年1月升任一級行政主任。在1989年1月，他改於政府統計處擔任助理部門秘書，主管人力管理，亦在及後署理副部門秘書職務。
在1992年2月，李改往行政立法兩局議員辦事處申訴部任職，並在1993年2月擢升為高級行政主任。行政立法兩局議辦在他進一步升職後就解散，而則他繼續被借調至獨立運作的香港立法局秘書處任職，並獲委任為條例草案審議委員會高級主任，至1995年2月返回布政司署，於政務科任職。

### 主權移交後初期

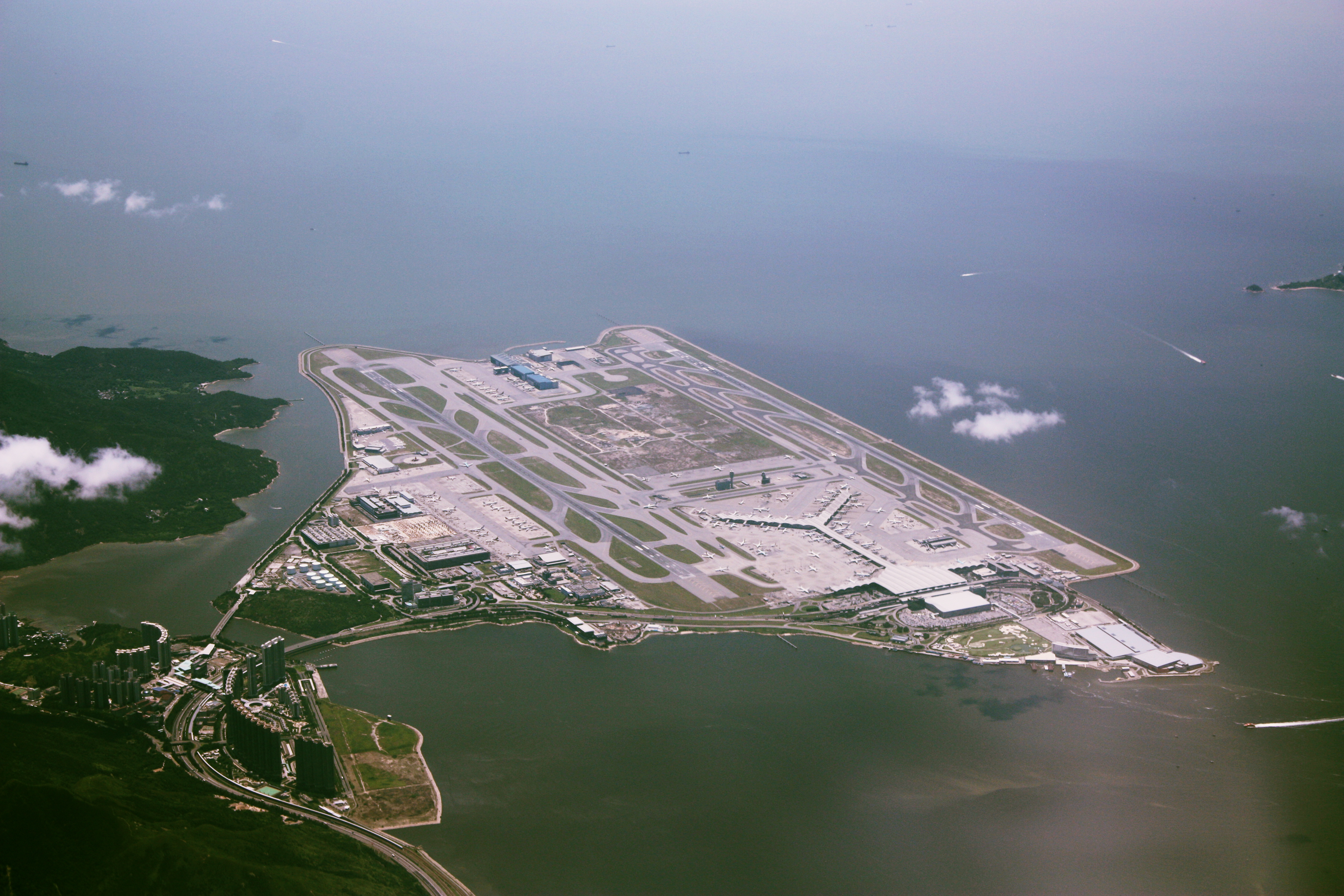
李柏康曾擔任新機場調查委員會的總行政主任

在香港主權移交後，李柏康被抽調至選舉事務處，被指派負責執行1998年香港立法會選舉的行政工作。選舉過後，因新香港國際機場開幕時運作連串混亂，行政長官董建華在1998年7月成立獨立調查委員會，李再被抽調至調查委員會，協助委員會主席黎陳芷娟處理秘書處工作，亦因而獲得署任總行政主任的機會。新機場調查委員會在1999年1月完成調查後，他逐於同年5月出任大學教育資助委員會秘書處助理秘書長，負責政府對大專研究的資助工作，並在2000年2月獲確任晉升為總行政主任。他在任內負責卓越學科領域計劃的開展工作，並對外解釋評審工作，惟仍被外界批評不夠公開透明，亦不能吸引企業投資大學研究。及後，公務員事務局在2006年召回李處理部門行政工作，並升任首席行政主任。

### 總選舉事務主任
李柏康在2011年5月17日接替丁徐慧明出任總選舉事務主任。在他上任不久後，傳媒按2011年香港區議會選舉的資料揭發多個涉嫌選舉種票案，爆發2011年香港區議會選舉種票風波。因此，李在2012年與政制及內地事務局一同開展優化選民登記制度的公眾諮詢，並在諮詢研討會上承認當時的制度過於寬鬆。經過數年調查，李最終在2014年於香港立法會上報告有約21萬選民在搬遷後沒有更新選民登記。及後，在2015年香港區議會選舉前，李在立法會上報告選舉的選民數字增至約360萬，亦表示已發出8萬2千封查詢信，並以電話和家訪形式核實選民資料。然而，建制派的李慧琼及王國興不滿審查擾民，更指部分長者或因沒查閱信件而失去選民資格。對於在公佈臨時選民登記冊時仍有部分選民使用非住宅，甚至公眾地方等可疑地址，李強調已証實所有登記資料沒有問題。

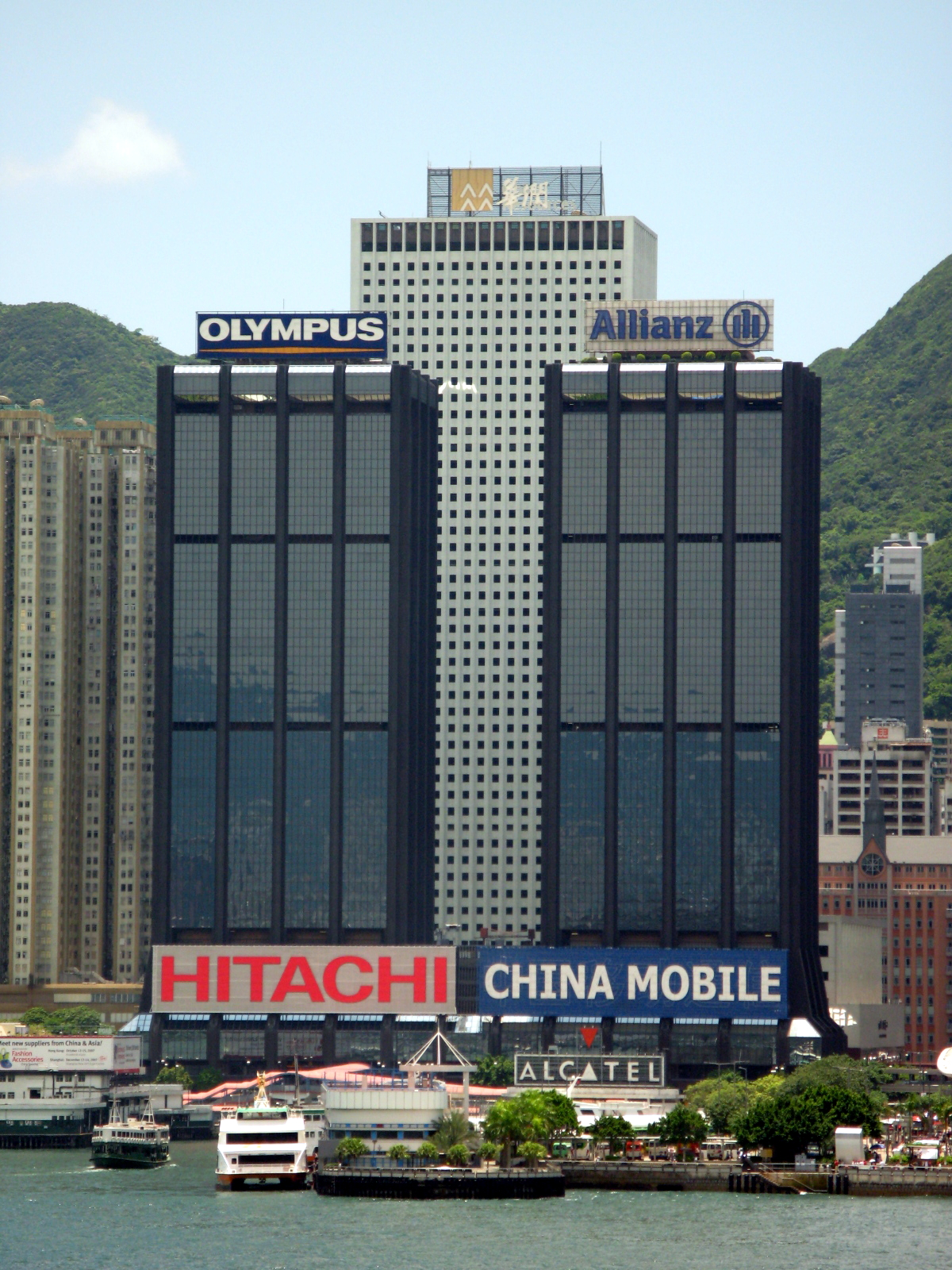
李柏康擔任總選舉事務主任掌管選舉事務處，它是選舉管理委員會的行政部門

李在總選舉事務主任任內經常協助選舉管理委員會主席馮驊舉行各項選舉程序，由選舉前的諮詢會至選舉點票工作均一同出席。針對蔣麗芸提出15小時的投票時間過長，他回應投票時間因香港人工作及生活習性需要而訂立，但認為有討論空間。對於在選舉上應用科技，他指人手點票可維持高透明度，而香港的大尺寸選票亦為電子投票的障礙。因應社会媒体宣傳增加，李亦曾說明因候選人在網上回應抹黑可促使自己當選，故此也屬選舉廣告，須登記連結以符相關法例要求。
在2016年香港立法會選舉中，選舉管理委員會在選舉上首次推行政治审查制度，要求參選人簽署擁護香港基本法的確認書，而李亦在政策公佈後的記者會上陪同政制及內地事務局局長譚志源回應記者提問。事情最終引發參選確認書風波，而李亦和馮驊與民主派會面解釋不簽署確認信亦不會直接喪失參選資格。不過，李就表明如選舉廣告涉及不合法的內容，政府部門將不會處理，而候選人梁天琦亦曾有提及香港城邦自治的單張被阻止在香港郵政的系統發放。
雖然李任職的總選舉事務主任僅從首席行政主任晉升至高級首席行政主任，但表現出眾的他在2016年7月1日獲港府委任為官守太平紳士。李在2016年香港立法會選舉後於同年9月25日後離任總選舉事務主任，並由黃思文接任。就2016年立法會選舉，選舉事務處被廉政公署揭發遺失新界西選區聖公會青衣邨何澤芸小學票站的選民登記冊，而冊內載有約八千名偉盈選區選民的資料。選管會最終就事件作獨立調查並發表報告，報告說明未能查出遺失的因由，但李的繼任人黃思文被發現早在2018年1月已接獲事件報告而沒有報告。

### 一般職系處長
李柏康在卸任總選舉事務主任後，於同年10月11日升任公務員事務局一般職系處長，為首長級薪級第三點官員。李在一般職系處長任內被行政主任職系人員投訴職系晉升的考量準則違反考量準則。及後，李在2018年10月卸任一般職系處長並由陳信禧接任，而他在退休前更獲港府在香港2018年度授勳及嘉獎名單中頒贈銅紫荊星章。另外，李在2019年5月正式退休後曾在同年7月被聘任為選舉管理委員會顧問。

## 個人生活
李柏康已婚並育有一子一女。他的興趣是遠足，享受其帶來的安謐感覺，而平日則以慢跑及散步取代，並視之為減壓方法。

## 榮譽

### 殊勳
- 官守太平紳士（J.P.）（2016年7月1日－2018年10月[24][31]）
- 銅紫荊星章（B.B.S.）（香港2018年度授勳及嘉獎名單；2018年7月1日[34]）

### 頭銜
- 李柏康，JP（Li Pak-hong, JP，2016年7月1日－2018年6月30日[24]）
- 李柏康，BBS，JP（Li Pak-hong, BBS, JP，2018年7月1日－2018年10月[34]）
- 李柏康，BBS（Li Pak-hong, BBS，2018年10月－[31]）